# Maurice o La capanna del pescatore
Maurice o La capanna del pescatore è una storia per bambini di Mary Shelley. Fu scritta nel 1820 per Lauretta Tighe, figlia di un'amica dei coniugi Shelley, la signora Mason (conosciuta anche come Lady Mountcashell).
Il manoscritto fu ritrovato soltanto nel 1997 da Cristina Dazzi nella Villa della famiglia Cini a San Marcello Pistoiese.

La storia parla di un bambino, Maurice, in cerca di una casa. I toni sono molto melanconici e focalizzati sul tema della perdita, soprattutto nel rapporto fra genitori e figli. Questi temi sono molto autobiografici.

## Genesi e pubblicazione

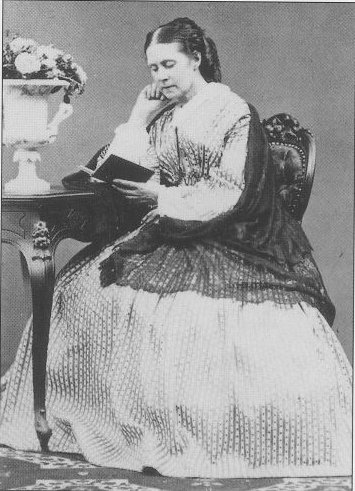
Lauretta Tighe venti anni dopo che Mary Shelley le scrisse "Maurice"

Mary Shelley scrisse Maurice per Lauretta Tighe il 10 agosto 1820, probabilmente come tardivo regalo di compleanno. Nel suo diario è infatti riportata la nota: "Thursday 10—Write a story for Laurette—Walk on the mountain—Le Buche delle Fate—The weather is warm & delightful".

Claire Clairmont, la sorellastra di Mary, e Lauretta avevano trascorso il compleanno insieme a Pisa e il giorno seguente sulla costa assieme a Mary; probabilmente fu quella escursione a ispirare la storia.

Shelley provò anche a spedire il manoscritto al padre, il filosofo William Godwin, per farglielo pubblicare nella casa editrice che lui dirigeva, la Juvenile Library. Il racconto però non fu mai pubblicato. Infatti il padre rispose che non avrebbe potuto pubblicarlo perché troppo corto e perché rassomigliava troppo ad una storia di Caroline Barnard intitolata The Fisher-boy of Weymouth che aveva pubblicato nel 1819.
Su un suo articolo su Maurice, L. Adam Mekler suggerisce che probabilmente Godwin rifiutò la storia a causa dei "strong biographical parallels" (forti paralleli biografici) tra le storie degli Shelley e dei Godwin.
Nell'estate del 1997, 177 anni dopo la nascita di Maurice, il manoscritto viene ritrovato da Cristina Dazzi nella casa della famiglia Dazzi, Casa Cini, a San Marcello Pistoiese.

La Dazzi stava cercando in uno scatolone di vecchie carte "qualcosa di interessante" da esporre a una mostra sull'inverno 1827-28, quando il poeta Leopardi era stato in quella città e aveva conosciuto la signora Mason e la sua famiglia.

Grazie alla Keats-Shelley memorial house a Roma si è potuta mettere in contatto con Claire Tomalin, biografa di Mary e Percy Shelley, la quale dopo averne accertato l'autenticità lo ha pubblicato in un'edizione definitiva.

## Edizioni
- Mary Shelley, Maurice o La capanna del pescatore, traduzione di Cristina Dazzi, I ed., Arnoldo Mondadori Editore (collana Oscar Classici Mondadori), 2003,  LXXXII-56 p. (con testo originale a fronte), 03 capp., ISBN 88-04-51646-1.